# Spiazzo
Spiazzo település Olaszországban, Trento megyében. Lakosainak száma 1269 fő (2023. január 1.). Spiazzo Bocenago, Valdaone, Giustino, Massimeno, Tre Ville, Pelugo, Ponte di Legno, Saviore dell’Adamello, Strembo, Vermiglio és Caderzone községekkel határos.

## Népesség
A település népességének változása:
| Lakosok száma | 1270 | 1260 | 1269 |
|               | 2017 | 2018 | 2023 |